# Magyar Optikai Művek
A Magyar Optikai Művek (rövidítve MOM) egy jelentős, világhírű, magyar iparvállalat volt.

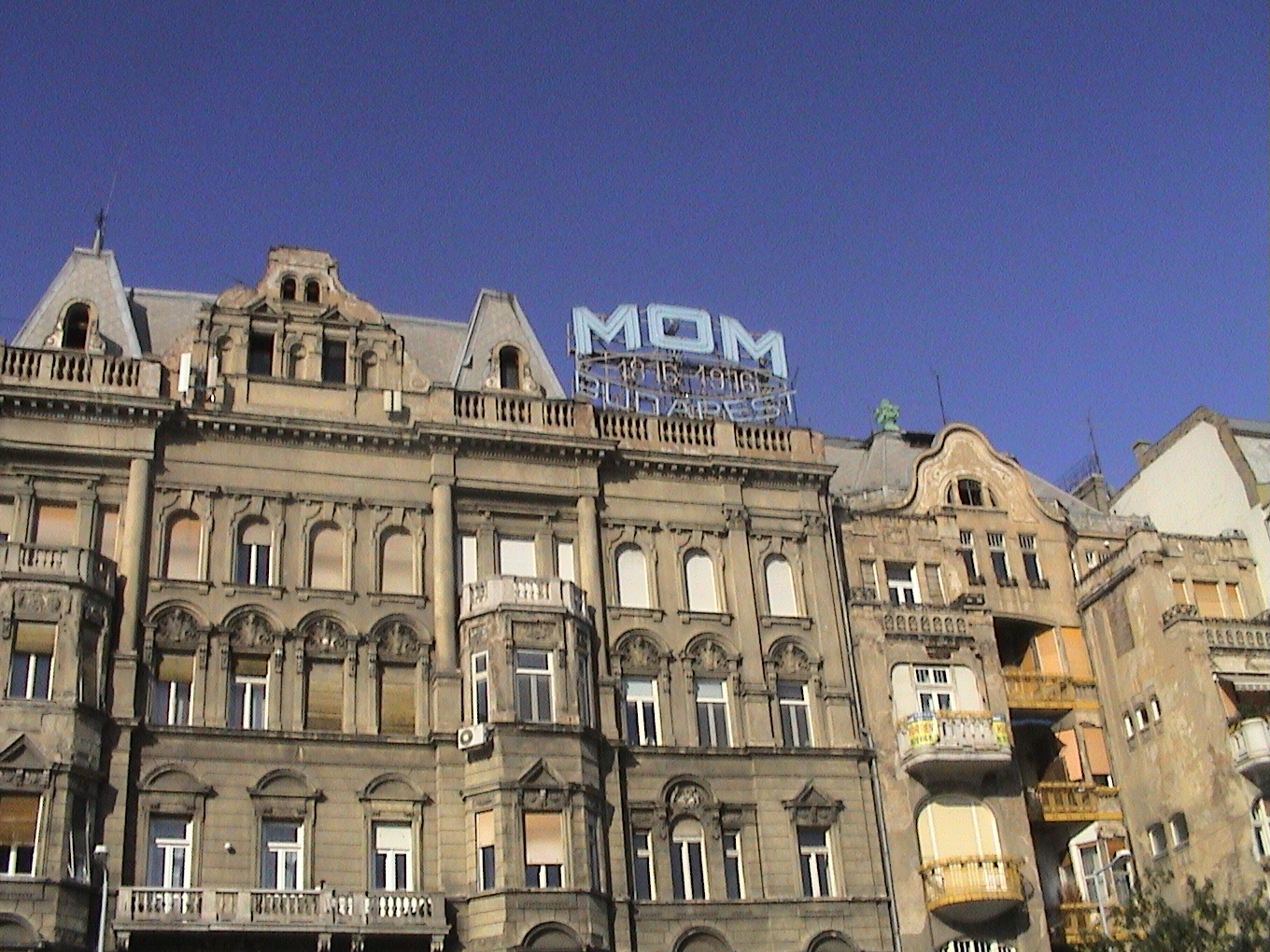
Elárvult reklámtábla. Belgrád rakpart, 2008. augusztus 3.

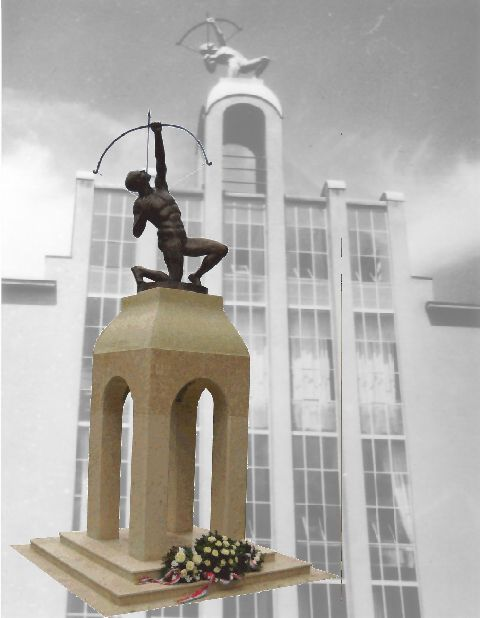
Az „Ijász” szobor
Az eredeti szobor az "F" épület tetején (háború előtti fotó, Haich Erzsébet alkotása).
A 2009-ben avatott emlékmű a MOM Park sétányán (Kampfl József alkotása).

## Székhelye
A gyár jogelődje a Kolozsvári Egyetemen volt, később a budapesti Mozsár utcába került. 1905-től működött önálló üzemként a Csörsz utcában.
- 1876 – Kolozsvári Egyetem (műszergyártás, műszerészképzés)
- 1884 – Mechanikai Tanműhely (Államilag segélyezett), Bp. Mozsár u. 8.
- 1891-től Bp. Alkotás u. 9.
- 1900 – Süss Nándor-féle Precíziós Mechanikai Intézet, Bp. Alkotás u. 9.
- 1905-től Bp. Budapest XII. kerület Csörsz u. 39.
- 1918 – Süss Nándor Precíziós Mechanikai Intézet Részvénytársaság
- 1922 – Süss Nándor Precíziós Mechanikai és Optikai Intézet Rt.
- 1939 – Magyar Optikai Művek Rt.
- 1952 – Magyar Optikai Művek
- 1998 – A Magyar Optikai Művek jogutód nélkül megszűnik

## Története
Kolozsvárott, majd Budapesten a Mozsár utca és az Alkotás utca voltak a cég előző telephelyei. A Németvölgyben, a mai Alkotás utca 2×3 útpályás forgalmát tekintve különösnek tűnik, hogy az utolsó helyszínt éppen a villamos által keltett rezgések miatt kellett elhagyni. Így települt a vállalat a mai Csörsz utcai terület egy részére. 3-4 évtized alatt, folyamatos fejlesztések hatására foglalta el az Alkotás utca, Csörsz utca, Nagy Jenő utca és Dolgos utca által határolt területet. A nyolcvanas évek közepéig állandóan bővült, megújult az épületegyüttes. Az utolsó beruházások egy része kényszerűségből született, mivel a második világháború előtt készült épületek a gyors kötést biztosító bauxit betonból készültek, már a hatvanas évek elején állandó figyelést, statikus megerősítést igényeltek. A hatvanas évek végén készült a négyemeletes korszerű raktárépület, valamint a ma már Fotex (Rt) tulajdonban lévő optikai toronyház. Az országban kevés vállalat települt ilyen gyönyörű környezetben. Az itt dolgozók nap mint nap gyönyörködhettek a Sas-hegy, Gellért-hegy, Széchenyi-hegy látványában. Az első kapavágások idején a Budai vár, a Rózsadomb és a Hármashatárhegy is a panoráma része volt.
Az 1997-ben megkezdett bontási műveletek szívszorító látványt nyújtottak az arra járóknak. A közel százéves műemlék jellegű épületek mellett alig tíz éve átadott vasbeton szerkezetű műhelyek is bontási romhalmazzá váltak. Nemcsak az egykori MOM dolgozók könnyezték meg a fizikai megsemmisülést, hiszen enyészetté vált a több mint száz év alatt kialakult, világszínvonalra jutó magyar finommechanikai ipar is. Az Alkotás utca és a Csörsz utca sarkán állt gyártelep helyén 2001-ben nyílt meg a MOM Park bevásárlóközpont.
A végről
Rosch Gábor építész, a Hegyvidéki épületek című könyv szerzője:
„1997. Személyes emlékek: esténként tompa dübörgésre alszom el, s reggelenként betonszerkezetek halk recsegése-ropogása ébreszt. Bontják a MOM-ot. Az ablakunkból kitekintve napról napra változik a kilátás. Lassan a leomló téglafalak és betonpanelek mögül újra előkandikálnak a Vár házsorai. Valamikor elemista kisdiák koromban naponta mentem el a hatalmas gyárépület mellett, a régi Tanítóképző gyakorló iskolájába menet. Láttam a romjaiból újjáéledő gyárat, majd a nagy iparosítási lázban egyre sűrűsödő beépítést. Később építészmérnökként a mellettem lévő rajztáblán születtek meg kollégám keze alatt a MOM fénykorának épületei. Ha nosztalgiával gondolok vissza a gyárra, ebbe az is beletartozik, hogy jóval később, nyári szünidejében fiam itt szerelgetett optikai berendezéseket, itt dolgozott néhány lakótársam, s a rendszerváltás után az egykori irodaházban tervezőirodánk a KÖZTI Rt. bérelte a két legfelső szintet. A hely, ahol akkor dolgoztam, már összeomlott a bontódaru lengő acélgömbjének pörölycsapásai alatt.”
Makovecz Imre építész 1998-ban írta:
„Ma már a MOM nincs sehol. Lebontották. A magyarországi építészet enyhén utóromantikus , de CIRPAK szellemében fogant alkotásai eltűntek a századforduló iskolatípusát megtestesítő szomszéd épületegyüttes házaival együtt. Kivágták az öreg gesztenye- és akácfákat is az utolsó szálig. Eltűnt Magyarország egyik világhírű gyára, eltűntek a munkások, elenyészett a gyár hosszú története, eltűnik a múlt, s vele együtt a jövő is, a Magyar Optikai Művek jövője is.”

### Kezdetek

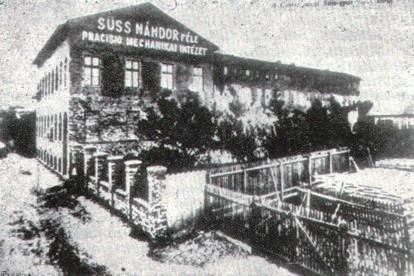
Süss Nándor cége 1905-ben

A vállalatot Süss Nándor alapította 1876. július 1. (A vállalat 1976 őszén ünnepelte centenáriumát). Ebben az évben még sikerült interjút készíteni Kelenvölgyben Leitgib Ferenccel, aki a Csörsz utcai gyár első portásainak egyike volt és ismerte az alapító Süss Nándort, aki egyébként villamos baleset áldozata lett az egykori Tabánban, a Szarvas téren. A cikk a FÓKUSZ című üzemi lap centenáriumi mellékletében jelent meg.

#### A cég neve és változásai
- 1876–1884 Egyetemi Mechanikai Állomás, Kolozsvár
- 1884–1900 Államilag Segélyezett Mechanikai Tanműhely, Budapest
- 1900–1918 Süss Nándor-féle Precízio Mechanikai Intézet, Budapest
- 1918–1922 Süss Nándor-féle Precízio Mechanikai Intézet Rt., Budapest
- 1922–1931 Süss Nándor-féle Precíziós Mechanikai és Optikai Intézet Rt., Budapest
- 1931–1938 Süss Nándor Finommechanikai és Optikai Részvénytársaság, Budapest
- (1938) 1939–1951 Magyar Optikai Művek Részvénytársaság, Budapest[3]
- 1951–1966 Magyar Optikai Művek, Budapest
- 1966– Magyar Optikai Művek, ipari nagyvállalat, Budapest
- 1989–1991 Magyar Optikai Művek Mechanikai és Optikai Részvénytársaság
- 1991–2006 Magyar Optikai Művek Vízméréstechnikai Részvénytársaság
- 2006–2016 Magyar Optikai Művek Vízmérésétechnikai Zártkörűen Működő Részvénytársaság
- 2016– MOM Magyar Optikai Művek Zártkörűen Működő Részvénytársaság

### Csatolt cégek
Az iparcentralizáció jegyében a következő vállalatok kerültek – kisebb, nagyobb önállósággal – MOM irányítás alá:
- Esztergomi Szemüvegkeret Gyár 1963
- Kalibergyár 1963
- Vaskapu utcai szemüveglencse üzem

### Vidéki ipartelepítés
A következő városokban telepített a cég, többségében zöldmezős beruházással -az észszerűség határain belül teljes technológiai vertikummal- gyáregységeket:
- Mátészalka
- Dunaújváros
- Komló
- Zalaegerszeg
- Battonya
- Veszprémben az egyetemmel karöltve laborkísérleti üzemet működtetett a vállalat.

### A szervezet
A vállalat felépítése más cégekhez hasonló volt, a következő logikai struktúrával:

#### Felsővezetés
- 1876–1919: Süss Nándor
- 1919–?: Gönczi Jenő
- ?–1945: Preisinger (Perényi)[4] Frigyes
- 1945–1947: Hamburger Tamás
- 1947–1949: Nyikolaj Romanov
- 1949–1952: Konsztantyin Szmirnov. Először a szovjet állam (jelentős érdekeltségei voltak a MOM Rt.-ben) szaktanácsadóként delegálta, rövid ténykedés után azonban vezérigazgatónak nevezték ki. Műszaki, és nem politikai káder volt, tevékenységét általános, politikai sztereotípiákkal nem szabad minősíteni. Irányítása alatt a termelési érték megnégyszereződött, a nyereség pedig 5 millióról 47 millióra nőtt. A vállalati struktúrát időtállóan, évtizedes perspektívában korszerűsítette. A változások időállónak bizonyultak. Nagy műveltségű, szociálisan érzékeny vezető volt. Az ő nevéhez kötik a MOM első gyermekintézményeinek létrehozását, munkás lakások kialakítását és a kultúrház építését is. 1952-ben a Szovjetunió lemondott a vállalatnál lévő érdekeltségeiről, megszűntek a jóvátételi szállítások. Az új helyzetnek megfelelően megbízatása 1952. október 1-jén megszűnt.
- 1952–1956: Poór József
- 1956–1983: Posch Gyula 1956 novemberében a Kultúrházban a vállalat dolgozói választották meg.
- 1983–1990: Balogh András A vezérigazgatói kinevezése előtt a vállalat kereskedelmi igazgatója, 1973-ig a Labor-műszerosztály főkonstruktőre, vezetője volt.
- 1990–1992: Sebesfi József
- 1992–1994: Lévai Gábor (miniszteri biztos)
- 1994–1998: Toldi János (végelszámoló)

#### Műszaki
- műszaki fejlesztés
- konstrukció gondozás
- technológia, technológia fejlesztés
- szerszámtervezés-fejlesztés, gyártás
- MEO / minőség-ellenőrzés
- üzemfenntartás

#### Gazdasági
Gazdasági igazgatók: Gancsov János és Gömböcz József
- számvitel
- pénzügy
- tervezés

#### Kereskedelem, logisztika
1948 után a cég csak a centrális kereskedelmi vállalatokon keresztül értékesíthette, a tervgazdálkodásnak megfelelően meghatározott mennyiségű és féleségű termékeket. Főbb partnerek voltak: Metrimpex, Elektroimpex, Migért, OFOTÉRT, Fővárosi Óra Ékszer Vállalat.
1968-ban, az új gazdasági mechanizmus bevezetésekor a MOM elsők között kapott önálló export, illetve optikai területen import korlátozott jogot. Ekkor alakult a kereskedelmi igazgatóság. A szervezet összetétele a következő volt:
- Külkereskedelmi főosztály

Feladatköre a közvetlen és közvetett export szervezése, bonyolítása. Közvetlenül bonyolíthatta a labor és geodéziai termékek exportját, valamint az optikai importot. Az "állami" katonai műszerek értékesítését a Technika Külker, a számítástechnikai termékekét a Videoton Rt., a lakossági termékekét az Elektroimpex közreműködésével bonyolíthatta. Közvetetten értékesített a Metrimpex, KGM Gépexport és az AKADIMPORT cégeken keresztül is.
- Belföldi értékesítési osztály

Feladatköre a lakossági cikkek értékesítése volt a korábbi partnereken keresztül (OFOTÉRT, MIGÉRT, Fővárosi Óra Ékszer Vállalat).
- Vevőszolgálati és Szerviz osztály
- Államközi osztály
- Anyag ellátási főosztály

A teljes logisztikai vertikumot (anyag- és raktárgazdálkodás, vám, szállítás) átfogta ez a szervezet.
Kereskedelmi igazgatók: Lastofka Béla, Balogh András, Tobak Ottó, Kozáry Vilmos.

### Humán

#### Orvosi ellátás
Az ötvenes évektől – a korszak elvárásainak megfelelően – a cégnél komplett rendelőintézet működött. A szakmai felügyeletet a János Kórház látta el. A belgyógyász illetve a fogszakorvosok egész nap a dolgozók rendelkezésére álltak. Más szakterületeken (sebészet, nőgyógyászat, ideg stb.) rész munkaidőben voltak rendelések.
A cég, munkaidőben – éjjel-nappal – állandó orvosi ügyeletet biztosított.

#### Tanműhely, szakképzés
- Az alapító Süss Nándor legfontosabb célkitűzéseinek egyike a szakemberek nevelése volt. Budapestre településkor ezt a cég neve: "Állami Mechanikai Tanműhely" is kifejezte. A tradíció nem szakadt meg. A vállalat folyamatosan fenntartott ilyen intézményt. A harmincas évek közepén hat hetes felvételi vizsgán válogatták a bekerülőket. Az oktatás négyéves volt.
- Az ötvenes évektől szorosan együttműködött a szomszédságában létesült MÜM 28-as szakiskolával. Más tanintézetekkel is komoly kapcsolatot ápolt. Ezek közé tartozott a Hernád utca-i MÜM 14-es és a Wesselényi utcai MÜM 30-as ipari-tanuló iskola. Ezekből az intézményekből érettségizett szakember utánpótlást biztosított.
- A cég működtette a középfokú, technikusi képzettséget biztosító MOM technikumot. Több száz dolgozója végzett ebben az intézményben.
- Sokat áldozott a vállalat felsőfokú végzettségű szakemberek képzésére is. Elsősorban a Budapesti Műszaki Egyetemmel volt kapcsolata. A fiatal szakemberek továbbképzését segítette a kutatóintézetekkel való együttműködés. Ezek közül a legjelentősebb a KFKI-val volt, többek között lézer és buborék memória témák kutatásában, fejlesztésében.

### Vállalati kapcsolatok

#### Kooperációs partnercégek
- OMH
- BRG (Budapesti Rádiótechnikai Gyár)
- EMG (Elektronikus Mérőkészülékek Gyára)
- MMG (Mechanikai_Mérőműszerek_Gyára)
- LABORMIM
- KFKI
- TÁKI (Távközlési Kutató Intézet)
- SZKI (Szilikátipari Kutató Intézet)
- Villamosipari Kutató Intézet
- Szegedi Gyufagyár (hemolizáló pálca)

#### Referencia partnerek
- Szegedi Biológiai Központ
- BME

#### Fejlesztési együttműködés
- BME; ELTE
- KFKI

#### MOM mint alvállalkozói beszállító
- Videoton
- KFKI
- Terta (Telefongyár)
- Ikarus
- Rába Magyar Vagon- és Gépgyár (Győr)
- Bakony Művek

### A MOM tradíció folytatói

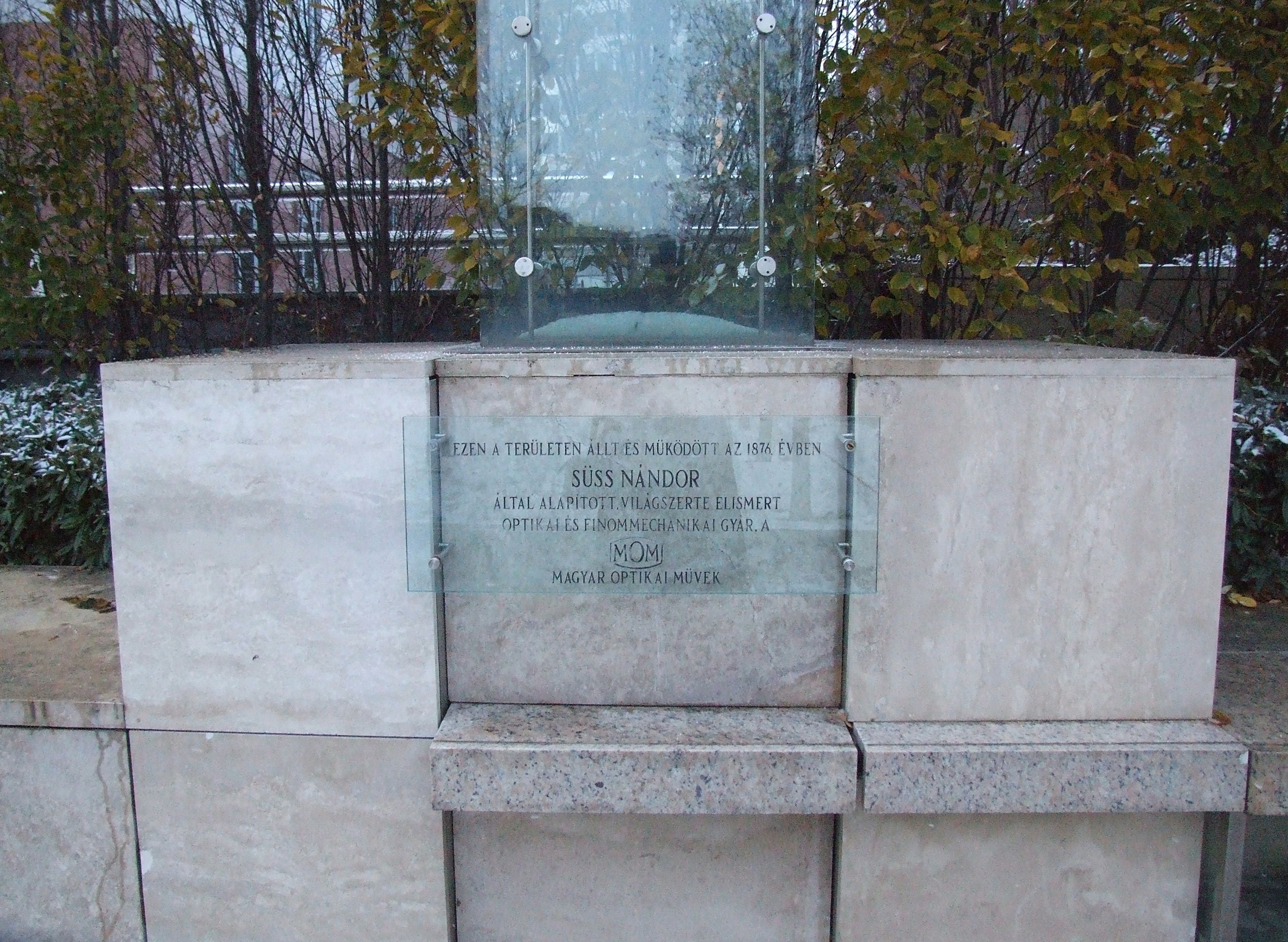
Emléktábla a MOM parkban

- MOMERT – Dunaújváros (honlapja)
- MOM Faktor Gépipari Kft. – Komló (honlapja)
- BUCHMANN-MOM Rt Műanyag- és Üveglencse Gyártó Üzem – Mátészalka ()
- MOM Magyar Optikai Művek Zrt. – Mátészalka (honlapja)
- MOM GeoDesy Kft. (honlapja Archiválva 2008. március 17-i dátummal a Wayback Machine-ben)
- MOM Szerviz Kft. (honlapja)
- MOM Globios Kft. (Információk a cégről)
- Schmidt & Bender Hungária Optikai Kft. (honlapja)
- MOM Tömegsport Klub (honlapja Archiválva 2017. augusztus 8-i dátummal a Wayback Machine-ben)

A MOM hagyomány ápolói különböző civil szerveződések is. A Magyar Optikai Művek (MOM) Közhasznú Emlékalapítvány kifejezetten ilyen céllal alakult, a XII. kerület Maros utca 1. szám alatt a relikviákat tárolják, rendszerezik, kiállítják.
2001 óta, minden évben egy alkalommal a „MOM Kultúrházba” invitálják az egykori dolgozókat.
Kezdeményezték a MOM-nak emléket állító „Íjász” szobor felállítását a MOM parkban. A Budapest XII. kerület Hegyvidéki Önkormányzat szervezésében, az Önkormányzat, a MOM Park PBW Hungary ZRT, és a volt MOM-os dolgozók anyagi hozzájárulásával az emlékszobor felállításra került a MOM park Süss Nándor sétánya mellett. Az ünnepélyes szoboravatás 2009. november 27-én volt, a Magyar Optikai Művek elnevezés felvételének 70. évfordulóján.

## Termékek

### Geodézia
A MOM-nál a kutató és fejlesztő munkát mindig a magyar tudományos élet legkiválóbb képviselőivel való együttműködés jellemezte. Bár a gyártmányfejlesztés túlnyomó többségben saját erőből történt, abban közreműködött:
- MTA Soproni Geodéziai és Geofizikai Kutató Intézete dr. Tárczy Hornoch Antal akadémikus vezetésével.
- Veszprémi Vegyipari Egyetem dr. Pungor Ernő akadémikus vezetésével
- BME dr. Erdey László professzor, dr. Paulik Ferenc és dr. Paulich Jenő
- A hőskor műszerei többségében ebbe a termékcsaládba voltak sorolhatók. Néhány termék az 1909-es illetve az 1933-as árjegyzékből. Minden terméken szerepelt a Süss embléma:
  - 1909 /19 műszer/ Nagy ismétlő teodolit; Kicsiny utazási teodolit; Egyetemes szintezőműszer; Dr. Fasching-féleszabatos teodolit-tachiméter; Bodola-féle szintező műszer; Belházy-féle Erdészeti tájoló műszer; Ismétlő bányászati teodolit; Cséti-féle szintező műszer.
  - 1933 /25 műszer/ Nr. 3 Elsőrendű csavarmikroszkópos teodolit szorzó, tengelyrendszerrel; Nr. 20 Kis egyetemes műszer; Nr. 128 Oltay-féle egyszerű precíziós szintező léc; Nr. 163 Középnagyságú távcsöves vonalzóNr. 266 Szovátay féle polárkoordinatográf; Nr. 312 Kompenzáló planiméter; Nr. 315 Hellebranth-Kövesi precíziós orthogonalkoordinatográf
  - A korszak legkiemelkedőbb terméke az Eötvös-inga volt, melynek kísérleti példánya is a MOM-ban készült.
- Geodézia termékek a második világháború után
  - Az ötvenes években a kisszámú fejlesztőgárda nem tudta növelni teljesítményét, ezért a "D" típusú teodolit és tachiméter család prototípusait az Optikai Kutató Laboratórium fejlesztette ki. Az OKL átszervezése után a MOM a szakemberek egy részét átvette.
  - 1958-ban megalakult az elektronikai tervezőcsoport. Feladat a fénytávmérő tervezése volt. Ezt a projektet azonban két évvel később leállították, mert megbízást kaptak giroteodolitok fejlesztésére. A sorozatgyártás 1963-ban indult.
  - A leghíresebb MOM gyártmányok egyike a: giroteodolit. Főkonstruktőre Pusztai Ferenc, alkotásáért Kossuth-díjat kapott. 3 szögmásodperces pontosságát évtizedekig nem tudták elérni, az évezred végére a németek megközelítették, de sorozatgyártását nem tudták megoldani. A katonai célú alkalmazás mellett használták a budapesti, a prágai, varsói metróépítésénél valamint a Genf melletti CERN részecske gyorsító alagút építésénél is.
    - A geodéziai termékek konstruktőrei többek között: Bors Károly, Schinagl Ferenc, Bezzeg László, Tóth Pál, Pusztai Ferenc, Hollai Kornél, Tarcsafalvi András, Kisfalusi Gábor, Farnady Pál, Gallai Gyula, Geszthelyi Endre, Bánhidi Béla, Szántó Tamás, Széles Vince, Zsebők János.

  - 1958-ban három műszer, a Te-D1 típusú teodolit, a Ni-B1 típusú szintező és az Ma-1 mérőasztal-felszerelés a brüsszeli világkiállításon aranyérmet nyert.

### Optika
A MOM 1961. január 1-jei hatállyal átvette a Gamma Optikai Művek optikai profilját, valamint az Optikai Kutató Laboratórium optikai kutató részlegét.
Néhány optikai terméke:
- szemüveglencse (üveg, műanyag)
- interferencia szűrő
- síkoptika
- száloptika

### Labor
Néhány laborterméke:
- ultracentrifuga
- derivatográf
- fotométer
- hemoglobinmérő
- cukorvizsgáló

### Számítástechnika
A hatvanas évek végére központi döntések (és az érintett vállalatok „lobbizása”) nyomán alakult ki a tömeges gyártásra alkalmas számítógépes iparág. A számítógépek szériaszerű gyártása a Videotonnak jutott. Mások háttérbe szorultak (Orion, EMG, Telefongyár). A mechanikai és mágneses elvű perifériák gyártásának meghatározó vállalata a Magyar Optikai Művek lett.
A MOM által gyártott számítástechnikai termékcsaládok:
- francia licencszerződés alapján a merevlemezes tároló „DISCMOM”
- lyukszalag lyukasztó és olvasó
- hajlékonylemezes tároló (floppy)

### Lakossági
Néhány lakossági terméke:
- rádió
- fényképezőgép (MOMETTA)
- Vízóra, ébresztő óra
- személymérleg
- írógép
- távcső
- tájoló
- horgászorsó

### Egyéb
Gyártott még mérőeszközöket, (pl. tolómérő, mikrométer, finommechanikai kaliber), járműalkatrészeket (pl. mozdony-armatúra, olajfék) és hadiipari eszközöket is.

## MOM Kulturális Központ

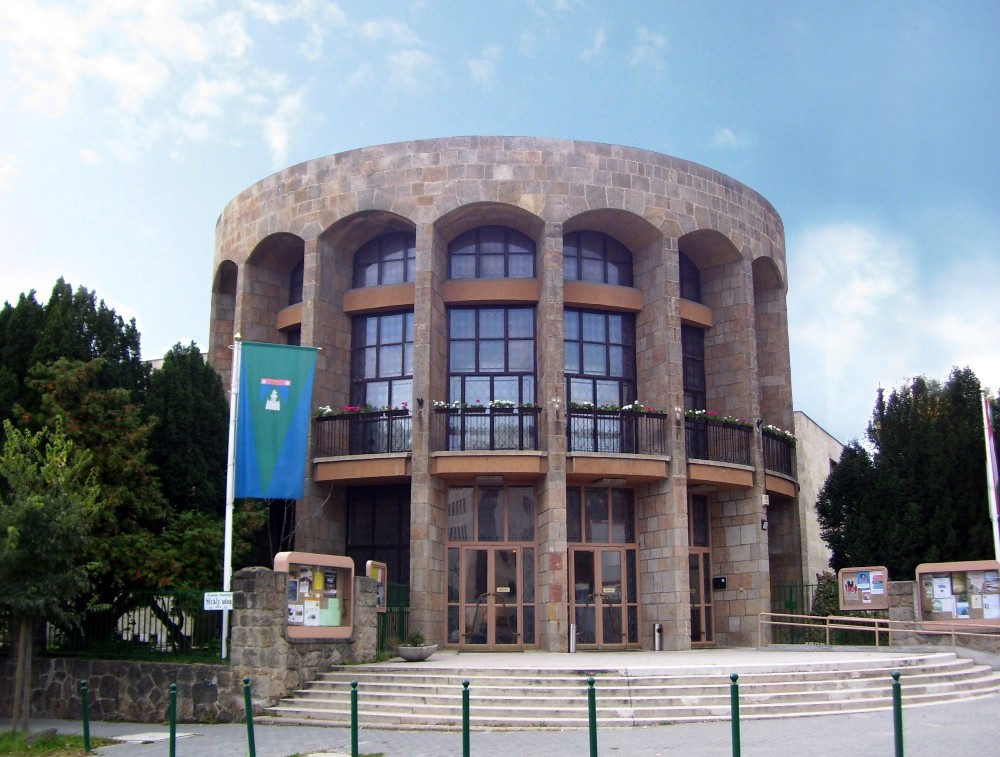
A MOM Kulturális Központ épülete 2008-ban

## Tájékoztatás, kommunikáció
Az ötvenes évek elején 3 alkalommal jelent meg a „A MOM Dolgozók Lapja”. Később, 1971-ig csak eseti tájékoztató brosúrák készültek. 1971-ben a Hírlapkiadó Vállalattal kötött szerződés értelmében megalakult a FÓKUSZ tájékoztató orgánum. Kezdetben havonta, 1973-tól kéthetenként jelent meg.
Főszerkesztők voltak: Suha Andor, Horváth Tiborné, Varga Miklós

## MOM Autómodellező Klub
Több évtizeden át Európa és a világ legjobbjai között szerepeltek versenyzői. A legeredményesebb, legismertebb versenyző: Pető József, Szepes Attila, Szűts László, id. Ruzsa József, ifj. Ruzsa József, valamint az egykori klub utolsó elnöke és szintén eredményes versenyzője: Tóth József

## Sport, szabadidő
A húszas évek közepén alakult meg a sportkör öt szakosztállyal, az elnöki jellegű feladatokat Solti János látta el. A sportolók munka után gyalog jártak a kelenföldi KFC pályára. Ebben az időben a labdarúgócsapatban két későbbi legendás játékos – Sebes Gusztáv és Toldi Géza – is szerepelt:
A tízórás nagyszünetben a gyárudvaron élő-lánccal körülvett ringben bokszmérkőzéseket rendeztek. Ezeken rendszeresen győztes volt egy mokány fekete fiú: Papp László. Az 1942-ben ujjá alakuló ökölvívó szakosztályba tanulótársa Krebs Lajos vitte le. A későbbi bajnok első edzője Fehér István volt.
1968-ban készült el – a felszámolt Németvölgyi úti temető egy részén – a sporttelep. Az avató ünnepség főattrakciója a FTC vendégjátéka volt. Ekkor labdarúgó-, tenisz-, röplabda- és kosárlabda pályák kerültek átadásra. Ekkor készült el a klubház öltözőkkel és egy asztaliteniszedzésre, valamint tornára alkalmas nagy teremmel.
Második ütemben épült meg a korszerű tekepálya, felette egy asztaliteniszre és tollaslabdára alkalmas teremmel.
A sporttelep mára átalakult. A XII. kerületi Önkormányzat kezelésébe került. Itt készült el a kerület első műfüves pályája, valamint a korábbi épület helyén egy multifunkcionális sport és szabadidő központ.

### Minőségi sport
A sí szakosztály eredménylistáján országos bajnoki címek is szerepelnek. 1943-ban a Katona József, Pásztor György, Regős Ferenc összeállítású csapat középsáncon magyar bajnok lett. A legeredményesebb versenyző: Szilágyi Gyula, aki kétszer nyert magyar bajnokságot síugrásban, egyéniben és csapatban is. Északi összetettben három egyéni és egy csapat aranyat szerzett. A győztes csapatok tagjai voltak: Kun Sándor, Tóth István, Hényel Gyula, Gellér Gábor valamint Gellér Mihály  is. Utóbbi a MOM színeiben is nyert -kétszer- egyéni magyar síugró bajnokságot. Szilágyi volt az első, aki az újjáépített mátraházi sáncon nyolcvan méter fölé repült. A szakosztálynak 1972 és 1974 között tagja tagja volt Fischer László, az egyik legeredményesebb magyar síugró is.
A szakosztály vezetői, mindenesei az 50-es évektől Sárkány Kálmán, Binder József és Berecz Sándor voltak.
Nagy hagyományokkal és jelentős tagsággal rendelkezett és rendelkezik a természetjáró szakosztály. Süss Precíziós Mechanikai Rt. Sport Club Turista Szakosztálya néven alakult 1936-ban. 1938-tól új néven, MOM Természetbarát Szakosztály néven működtek tovább. A szakosztály a gyár felszámolása után is működött.
A legmagasabb osztályban szerepelt a férfi tekecsapat. Hosszú évekig a teke válogatottnak is tagja volt: Mészáros József.
A labdarúgók néhány évig az NB III-ban is szerepeltek. Legismertebb nevelésük a későbbi válogatott, majd szövetségi kapitány Bicskei Bertalan.
A tenisz szakosztály elsősorban a csapatbajnokságban szerepelt. Az NB II-ig jutott.
Az asztalitenisz, kosárlabda, valamint a röplabda szakosztály a Budapest-bajnokságban szerepelt.
A klub elnöke hosszú időn át Mogyorósi József volt.

### Tömegsport
A sporttelep mindenkor a tömegsport szolgálatában állt. Különösen népszerűek voltak a teke és a kispályás foci bajnokságok. Ezek szabályos bajnoki rendszerben 30-40 csapat részvételével kerültek megrendezésre. Tekében rendszeresek voltak az egyéni bajnokságok is. A részvételi csúcs, 1200 induló volt.
Évente egy-két alkalommal nagy vállalati sportnapot is tartottak.
A tömegsport élet főszervezője – társadalmi munkában – Fehér József volt.

### Üdülő
A MOM kevés saját kezelésű üdülővel rendelkezett. Ezek a következő településeken voltak:
- Gárdony
- Badacsonytomaj
- Gergelyiugornya

## Kossuth-díjasok
- Bors Károly (1958). Mérnöki diplomával, 1934-ben csak segédmunkásként tudott a gyárban munkát vállalni. Mérnöki feladatot csak a háborús konjunktúra idején kapott. 1945-től részese a geodéziai műszercsalád korszerűsítésének, megújításának. A távcsöves vonalzó és a Te-B1 másodperc teodolit tervezésével jelentőset alkotott. Újításai közül számos találmányként, szabadalmi oltalmat kapott.
- Dr. Bezzegh László (1960)
- Schinagl Ferenc (1960)
- Pusztai Ferenc (1963)

## Állami díjasok
1975-ben a képtovábbító száloptika kifejlesztésért és hazai gyártásának megszervezéséért megosztva kapták az Állami Díj II. fokozatát:
- Lisziewicz Antal
- Hegyessy Géza
- Besskó Dezső

A sóalapú hőmérséklet-megfigyelő optikai rendszer kifejlesztéséért 1978-ban a Ságvári Endre szocialista brigád kapott Állami Díjat.

## Eötvös Loránd-díjasok
- Posch Gyula (1975)
- Perendi Jenő (1975)
- Haffenscherer Károly (1975)
- dr. Horváth Róbert
- Hollai Kornél

Továbbá:
- Dr. Hullay Lajos (1975)
- Dr. Kretschmer Árpád (1975)
- Bányik István (1974)
- Buday György (1974)
- Buday Józsefné (1974)
- Czivisz József (1969)
- Krebsz Lajos (1974)
- Németh Istvánné (1975)
- Csésznák Ferenc (1974)

## Tudományos munkásságukkal hírnevet szerzett munkatársak
- Bárány Nándor Kossuth-díjas egyetemi tanár
- Bátor Béla a műszaki tudományok kandidátusa
- Dr. Bernolák Kálmán, (1914-1999) A műszaki tudományok kandidátusa. 1971 és 1976 között a vállalat kutatási főosztályvezetője. Aktívan foglalkozott a MOM, különösen az optikai gyártás történetével. A centenárium évében megjelent "100 éves a MOM" kiadvány társszerzője. A szócikkben, optikai témakörben ő az elsődleges információforrásunk. Antikváriumokban ma is fellelhető szakkönyvei:

- A fény
- Az elektromos kettős réteg
- Változó sugarú kör gördülése
- A mikroszkóp – Zsebkönyv (Társszerzők: Szabó Dezső és Szilas László)

- Dr. Lukács Gyula (1917-2007) A színmérés hazai és nemzetközi szaktekintélye, a MOMCOLOR műszer tervezője. A színmérés című munkája 1982-ben jelent meg a Műszaki Könyvkiadónál. Nevét őrzi az MKE által alapított, a 35 év alatti kutatók munkáját elismerő díj. A Műszerügyi és Méréstechnikai Közlemények című lap szerkesztőbizottságának tagja volt. Itt rendszeresen publikált, a szakmai cikkek mellett számos esszéje is megjelent.
- Závodszky Péter biofizikus, egyetemi tanár, a Magyar Tudományos Akadémia rendes tagja.
- Kmetty József mérnök, a Kürt Rt. vezérigazgatója.

## Más területen hírnevet szerzett MOM dolgozók
- Wurm Pál, nemzetközi bíró (kardvívás). A bojkottált Los Angeles-i olimpia "momos" tévénézői meglepetten ismerhették fel a közvetítések során. A MEO dolgozója volt.
- Sarlós György (FTC), evezős az 1968-as mexikói olimpián nagy meglepetésre, kormányos nélküli négyesben ezüstérmet szerzett. Sarlós szerszámszerkesztőként dolgozott. Ebben az időben az FTC evezős szakosztályának egyik vezetője Bohn Ferenc a vállalat rezsi irodájának, később a Piackutató és propaganda osztályának vezetője volt.
- A vállalat dolgozói voltak a Csávás fivérek (Bp. Honvéd később Ú.Dózsa), Csávás László és Csávás István síelők. A síugrásban és északi összetettben többszörös magyar bajnokok. Csávás László olimpikon is volt.
- A 11-es osztály szerszámkészítője volt 1957 és 1982 között Bartus Miklós. A Budapesti Honvéd versenyzőjeként sokszoros magyar bajnok lesiklásban, műlesiklásban, óriás-műlesiklásban valamint alpesi összetettben.
- Sulkowsky Endre. Évtizedekig az belföldi értékesítési osztály vezetője volt. Rendszeresen publikált a "Hobbi" és a "Fotó" folyóiratokban illetve alkalmi kiadványokban. Több ismeretterjesztő könyv szerzője, fotózás és filmezés tárgykörben. Néhány ma is elérhető könyvének címe:
  - Készítsünk amatőr filmet
  - Mozi a lakásban

## Más területen híressé vált egykori dolgozók
- Papp László, ökölvívó, háromszoros olimpiai bajnok
- Toldi Géza, labdarúgó
- Sebes Gusztáv, labdarúgó, az aranycsapat szövetségi kapitánya
- Angelusz Róbert magyar szociológus, az MTA doktora
- Mészöly Kálmán, labdarúgó, szövetségi kapitány
- Ihász Kálmán, labdarúgó
- Kiss László, labdarúgóedző
- Tóth Imre olimpikon, Vasas
- Józsa Imre, színész
- Karsai István, színész
- Straub Dezső, színész
- Vajdai Vilmos, színész
- Szabóky Zsolt fotóművész

## Érdekességek
- MOM dinasztiák
  - Talán rekordtartó a Bauer-Pichler család: Bauer György 1893-ban került a gyárba; lánya Pichler Istvánné 1926-ban; őt követte Konopa Adorján, aki ma a MOM alapítvány egyik vezetője, katalizátora.
- Díszes óra Rákosi Mátyás születésnapjára
- Letartóztatása előtt Mansfeld Péter-t a MOM-ban helyezik el